# 国道409号

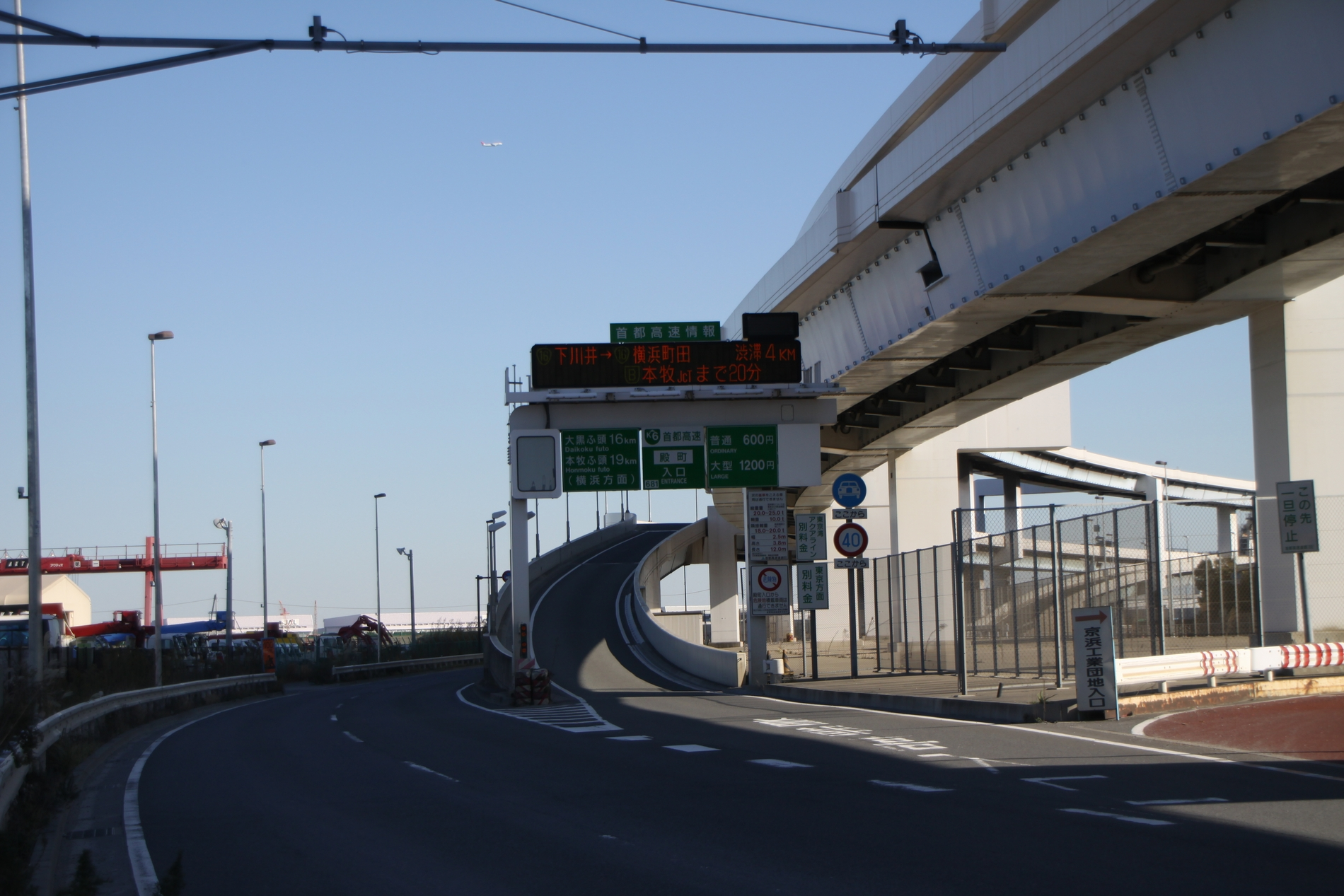
川崎市川崎区小島町付近

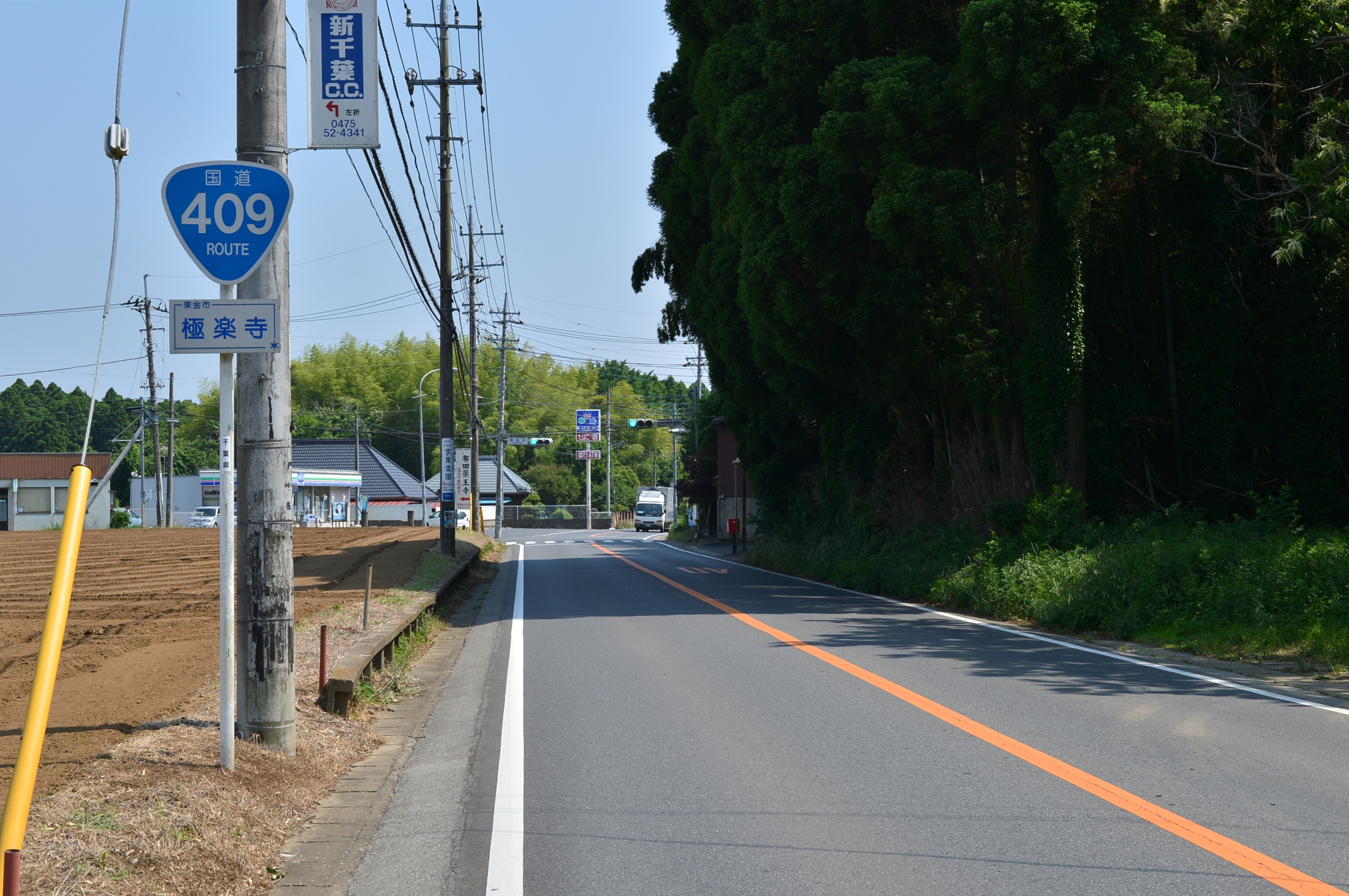
国道409号・千葉県東金市極楽寺（2015年5月）

国道409号（こくどう409ごう）は、神奈川県川崎市高津区から千葉県成田市に至る一般国道である。

## 概要
神奈川県の北東部に位置する川崎市高津区を起点に、東京湾に面する同市川崎区と千葉県木更津市とを、東京湾横断道路である「東京湾アクアライン」で結び、木更津市から千葉県の房総半島を東西に横断して、北総地域の中心地でもある成田市とを結ぶ延長約123 kmの一般国道の路線で、主な通過地は神奈川県川崎市川崎区、千葉県木更津市、市原市、長南町、茂原市、大網白里市、東金市、八街市、富里市である。川崎市内では別名・府中街道、木更津市から茂原市までは房総横断道路の愛称名でも呼ばれる。茂原市茂原交差点 - 東金市小野交差点間は、国道128号および国道126号と重複する区間である。
1981年（昭和56年）4月30日一般国道の路線を指定する政令（政令第153号）により、1982年（昭和47年）4月1日付で一般国道409号（川崎市 - 成田市）として制定施行された。制定施行当初は東京湾の海上区間（川崎市川崎区 - 木更津市）によって分断されていたが、1997年（平成9年）12月18日に有料道路である東京湾アクアラインが開通して分断は解消された。川崎市では、市内を縦貫する重要な道路となっているほか、首都高速神奈川1号横羽線 (K1) や首都高速湾岸線 (B) とは大師JCTや浮島ICで連絡し、木更津市内では館山自動車道の木更津北ICで連絡する。また、長南町内を走る首都圏中央連絡道（圏央道）とは茂原長南ICで連絡し、富里市内で東関東自動車道と富里ICで結ばれるなど、各高速道路へアクセスしている。
川崎市川崎区の国道15号交点（競馬場前交差点）- 同区浮島間は、川崎縦貫道路一般部（I期区間）として整備中である。

### 路線データ
一般国道の路線を指定する政令に基づく起終点および重要な経過地は次のとおり。
- 起点：川崎市（高津区溝口三丁目、高津区溝口交差点 = 国道246号・神奈川県道9号川崎府中線交点）
- 終点：成田市（並木町、並木交差点 = 国道51号交点 ）
- 重要な経過地 : 木更津市、袖ケ浦市（横田）、市原市（牛久）、千葉県長生郡長南町、茂原市、東金市、八街市、同県印旛郡富里町[注釈 2]
- 総延長 : 122.5 km（千葉県 94.7 km、川崎市 27.8 km）重用延長を含む。[3][注釈 3]
- 重用延長 : 19.2 km（千葉県 19.1 km、川崎市 0.1 km）[3][注釈 3]
- 未供用延長 : なし[3][注釈 3]
- 実延長 : 106.8 km（千葉県 79.1 km、川崎市 27.7 km）[3][注釈 3]
  - 現道 : 104.5 km（千葉県 76.8 km、川崎市 27.7 km）[3][注釈 3]
  - 旧道 : なし[3][注釈 3]
  - 新道 : 2.3 km（千葉県 2.3 km、川崎市 - km）[3][注釈 3]
- 指定区間：川崎市川崎区旭町1丁目1番1 - 木更津市菅生字祝崎411番2（東京湾アクアライン）[4]

## 歴史
- 1982年（昭和57年）4月1日 - 一般国道409号（川崎市 - 成田市）指定。

## 路線状況

### 通称・バイパス・有料道路
- 府中街道
- 大師道
- 浮島通り
- 房総横断道路
- 茂原一宮道路
- 東京湾アクアライン（有料高速道路）

### 重複区間
- 国道410号（千葉県木更津市・長須賀交差点 - 袖ケ浦市・高谷交差点）[要出典]
- 国道128号（千葉県茂原市・茂原交差点 - 東金市・小野交差点）
- 国道126号（千葉県東金市・台方十字路交差点 - 東金市・小野交差点）

### 道路施設
- 東京湾アクアトンネル
  - 有料バイパス区間にあたる東京湾アクアラインの海底トンネル。一般国道トンネルとしては日本最長の9,610 mで[5]、水面下60 m地点も国道として日本一低い位置を通ることで知られる[6]。
- 中川橋（小櫃川、袖ケ浦市）

### 交通量
24時間交通量（平成17年度道路交通センサス）
| 都道府県名 | 地点                      | 台数   |
| ---------- | ------------------------- | ------ |
| 神奈川県   | 川崎市高津区溝口1224      | 19,244 |
| 神奈川県   | 川崎市幸区下平間20        | 28,535 |
| 神奈川県   | 川崎市川崎区中瀬2丁目10   | 19,463 |
| 神奈川県   | 川崎市川崎区殿町3丁目26-1 | 20,769 |
| 千葉県     | 木更津市中島（金田）      | 06,232 |
| 千葉県     | 茂原市上茂原168           | 16,623 |

## 地理
国道409号の自動車専用道路である東京湾アクアラインのアクアトンネル最深部は、海面下約60 mの深さに道路があり、日本の国道のなかでも一番低い所を通る場所だとされている。

### 通過する自治体
- 神奈川県
  - 川崎市（高津区 - 中原区 - 幸区 - 川崎区）
- 千葉県
  - 木更津市 - 袖ケ浦市 - 市原市 - 長生郡長柄町 - 長生郡長南町 - 茂原市 - 大網白里市 - 東金市 - 八街市 - 富里市 - 成田市
  - 八街市、東金市付近は入り組んでいるため上記以外にも複数回横断する。

### 交差する道路
| 神奈川県道9号川崎府中線 国道246号                                    | 神奈川県 | 川崎市   | 高津区   | 溝口             |
| 神奈川県道14号鶴見溝ノ口線                                           | 神奈川県 | 川崎市   | 高津区   | 高津             |
| 神奈川県道45号丸子中山茅ヶ崎線〈中原街道〉                           | 神奈川県 | 川崎市   | 中原区   | 小杉十字路       |
| 川崎市道中原3号線/川崎市道川崎駅丸子線〈南武沿線道路〉               | 神奈川県 | 川崎市   | 中原区   | 小杉御殿町       |
| 神奈川県道2号東京丸子横浜線〈綱島街道〉                              | 神奈川県 | 川崎市   | 中原区   | 市ノ坪           |
| 神奈川県道111号大田神奈川線〈ガス橋通り〉                            | 神奈川県 | 川崎市   | 幸区     | 平間駅入口       |
| 川崎市道川崎駅丸子線〈南武沿線道路〉                                 | 神奈川県 | 川崎市   | 幸区     | 下平間交番       |
| 国道1号〈第二京浜〉                                                  | 神奈川県 | 川崎市   | 幸区     | 遠藤町           |
| 川崎市道幸多摩線〈多摩沿線道路〉                                     | 神奈川県 | 川崎市   | 幸区     | 河原町           |
| 神奈川県道9号川崎府中線                                              | 神奈川県 | 川崎市   | 幸区     | 幸町交番前       |
| 国道15号〈第一京浜〉                                                 | 神奈川県 | 川崎市   | 川崎区   | 競馬場前         |
| 首都高速神奈川1号横羽線 大師出入口                                   | 神奈川県 | 川崎市   | 川崎区   | 大師JCT          |
| 神奈川県道6号東京大師横浜線〈産業道路〉                              | 神奈川県 | 川崎市   | 川崎区   | 大師河原         |
| 首都高速神奈川6号川崎線 殿町出入口                                   | 神奈川県 | 川崎市   | 川崎区   |                  |
| 首都高速湾岸線 浮島出入口 東京湾アクアライン 浮島IC                  | 神奈川県 | 川崎市   | 川崎区   |                  |
| 東京湾アクアライン                                                   |          |          |          |                  |
| 東京湾アクアライン / 東京湾アクアライン連絡道 木更津金田IC           | 千葉県   | 木更津市 | 木更津市 |                  |
| 千葉県道87号袖ケ浦中島木更津線                                       | 千葉県   | 木更津市 | 木更津市 |                  |
| 千葉県道270号木更津袖ケ浦線                                          | 千葉県   | 木更津市 | 木更津市 | 高柳             |
| 東京湾アクアライン連絡道 袖ケ浦IC                                    | 千葉県   | 袖ケ浦市 | 袖ケ浦市 |                  |
| 国道16号                                                             | 千葉県   | 袖ケ浦市 | 袖ケ浦市 | 袖ヶ浦           |
| 千葉県道146号木更津根形線                                            | 千葉県   | 木更津市 | 木更津市 | 十日市場         |
| 国道410号                                                            | 千葉県   | 木更津市 | 木更津市 | 菅生             |
| 館山自動車道 木更津北IC                                              | 千葉県   | 木更津市 | 木更津市 |                  |
| 千葉県道33号君津平川線                                               | 千葉県   | 袖ケ浦市 | 袖ケ浦市 | 滝の口           |
| 千葉県道165号横田停車場上泉線                                        | 千葉県   | 袖ケ浦市 | 袖ケ浦市 | 横田駅入口       |
| 千葉県道145号長浦上総線                                              | 千葉県   | 袖ケ浦市 | 袖ケ浦市 | 横田上宿         |
| 千葉県道145号長浦上総線                                              | 千葉県   | 袖ケ浦市 | 袖ケ浦市 | 横田小路         |
| 千葉県道167号馬来田停車場中川線                                      | 千葉県   | 袖ケ浦市 | 袖ケ浦市 |                  |
| 千葉県道165号横田停車場上泉線                                        | 千葉県   | 袖ケ浦市 | 袖ケ浦市 |                  |
| 国道410号〈久留里馬来田バイパス〉 千葉県道24号千葉鴨川線             | 千葉県   | 袖ケ浦市 | 袖ケ浦市 | 三高             |
| 旧国道410号〈久留里街道〉                                            | 千葉県   | 袖ケ浦市 | 袖ケ浦市 | 高谷             |
| 千葉県道169号南総馬来田線                                            | 千葉県   | 市原市   | 市原市   | 牛久小学校入口   |
| 千葉県道223号牛久停車場線                                            | 千葉県   | 市原市   | 市原市   | 上総牛久駅入口   |
| 千葉県道81号市原天津小湊線〈清澄養老ライン〉 千葉県道284号鶴舞牛久線 | 千葉県   | 市原市   | 市原市   |                  |
| 国道297号                                                            | 千葉県   | 市原市   | 市原市   | 米沢             |
| 千葉県道171号加茂長南線                                              | 千葉県   | 長生郡   | 長南町   | 蔵持             |
| 千葉県道147号長柄大多喜線                                            | 千葉県   | 長生郡   | 長南町   | 長南             |
| 千葉県道147号長柄大多喜線 〈茂原一宮道路〉                           | 千葉県   | 長生郡   | 長南町   | 千田             |
| 千葉県道293号茂原環状線                                              | 千葉県   | 茂原市   | 茂原市   |                  |
| 千葉県道13号市原茂原線                                               | 千葉県   | 茂原市   | 茂原市   | 上茂原           |
| 千葉県道293号茂原環状線                                              | 千葉県   | 茂原市   | 茂原市   |                  |
| 千葉県道27号茂原大多喜線                                             | 千葉県   | 茂原市   | 茂原市   |                  |
| 国道128号 重複区間起点                                               | 千葉県   | 茂原市   | 茂原市   | 茂原             |
| 国道126号 重複区間起点                                               | 千葉県   | 東金市   | 東金市   | 台方十字路交差点 |
| 国道126号 重複区間終点 国道128号 重複区間終点                        | 千葉県   | 東金市   | 東金市   | 小野             |
| 千葉県道301号東金山田台線                                            | 千葉県   | 東金市   | 東金市   | 東金市滝         |
| 千葉県道301号東金山田台線                                            | 千葉県   | 八街市   | 八街市   | 滝台             |
| 千葉県道117号日向停車場極楽寺線                                      | 千葉県   | 東金市   | 東金市   | 極楽寺           |
| 千葉県道53号千葉川上八街線                                           | 千葉県   | 八街市   | 八街市   | 川上入口         |
| 〈八街バイパス〉                                                     | 千葉県   | 八街市   | 八街市   | 八街ほ           |
| 千葉県道76号成東酒々井線                                             | 千葉県   | 八街市   | 八街市   | 日向入口         |
| 千葉県道22号千葉八街横芝線                                           | 千葉県   | 八街市   | 八街市   | 八街十字路       |
| 千葉県道77号富里酒々井線                                             | 千葉県   | 八街市   | 八街市   | 住野             |
| 国道296号                                                            | 千葉県   | 富里市   | 富里市   | 南七栄NT入口     |
| 千葉県道102号成田両国線                                              | 千葉県   | 富里市   | 富里市   | 七栄北           |
| 東関東自動車道 富里IC                                                | 千葉県   | 富里市   | 富里市   | 富里IC           |
| 国道51号                                                             | 千葉県   | 成田市   | 成田市   | 並木             |